# 12696 Camus
12696 Camus è un asteroide della fascia principale. Scoperto nel 1989, presenta un'orbita caratterizzata da un semiasse maggiore pari a 2,6231014 UA e da un'eccentricità di 0,1413595, inclinata di 7,99764° rispetto all'eclittica.
Il nome è un omaggio allo scrittore e filosofo francese Albert Camus.